# Wapen van Denderleeuw
Het Wapen van Denderleeuw is het heraldisch wapen van de Oost-Vlaamse gemeente Denderleeuw. Het wapen werd op 24 februari 1818 door de Hoge Raad van Adel tijdens het Verenigd Koninkrijk der Nederlanden aan de gemeente toegekend en werd op 27 mei 1844 in ongewijzigde versie, per koninklijk besluit, aan de gemeente toegekend. Het huidige, nieuwe wapen werd, per ministerieel besluit, op 17 oktober 1986 toegekend aan de fusiegemeente Denderleeuw.

## Geschiedenis
Toen de gemeenteraad in 1813 voor het eerst een gemeentewapen aanvroeg bij de Hoge Raad van Adel, had men geen historische zegels ter beschikking om zich op te baseren en koos men daarop voor een sprekend wapen, met op de eerste helft drie golvende lijnen als verwijzing naar de Dender en op de andere helft een leeuw van natuurlijke kleur op een veld van groen.
Na de fusie werd gekozen voor een nieuw wapen dat de familiewapens van de heren van Gavere-Liedekerke en van de familie Vilain XIIII combineert. Denderleeuw en Liedekerke vormden historisch gezien één heerlijkheid, dat in de late 12e eeuw eigendom werd van de familie van Gavere. Iddergem en Welle vormden sinds 1698, toen het werd gekocht door Frans Ignaas Vilain XIIII.

## Blazoen
De blazoenering van het eerste wapen luidt als volgt:
Partie, het eerste deel van zilver beladen met een gegolfde fasce van lazuur het tweede van goud met een leeuw in zijne natuurlijke kleur liggende op een terras van sinople geplaatst en fasce.— Besluit van de Hoge Raad van Adel van 24 februari 1818.
Die van het tweede wapen was:
Een zilveren schild met eene blaeuwe rivier, dwars loopende; van boven af in tweeën gedeeld met goud, met eenen leeuw, naer het leven, liggende op eenen groenen heuvel.— Koninklijk Besluit van 27 mei 1844.
Het huidige wapen heeft de volgende blazoenering:
Gedeeld 1. in keel drie leeuwen van goud, geklauwd en getongd van lazuur 2. in sabel een schildhoofd van zilver, beladen met een barensteel van het veld.— Ministerieel Besluit van 17 oktober 1986.

## Verwante wapens

Familiewapen van Vilain XIIII.
Wapen van Chièvres.
Wapen van Gavere.
Wapen van Jurbeke.
Wapen van Lens.
Wapen van Liedekerke.